# 丹尼斯·哈斯特尔特
丹尼斯·哈斯特尔特（英語：Dennis Hastert，1942年1月2日—），美国共和党籍政治人物，前美國眾議院議長。丹尼斯·哈斯特尔特涉嫌违反银行法，被起诉非法取款，以及向联邦调查人员撒谎。2016年4月，被判入狱15个月。

## 生平
丹尼斯·哈斯特尔特来自伊利诺州。他是中学教师和摔跤教练出身，1987年当选国会众议员；1999年到2007年担任众议院议长，是美国历史上任职时间最长的共和党籍议长。
2007年哈斯特尔特从国会退休，此后受雇于法律和游说公司狄克斯坦·夏普罗（Dickstein Shapiro）。
他在国会最为人所知的成就之一是制定了哈斯特尔特规则，任何一个法案必须得到议长本党多数支持才应该拿到全体院会投票。

## 性侵男童事件
哈斯特尔特被指担任高中老师时曾性虐学生。30年后，试图用现金支付封口费。哈斯特尔特被联邦政府起诉的罪名是违反银行法结构性提取大笔现金，并且向联邦调查人员说谎。他被指控2012年开始每次低于1万美元金额来提取现款，以躲避银行向国税局汇报，构成了结构性取款（structuring cash withdrawals），违反联邦银行法。哈斯特尔特还对联邦调查局人员谎称他取钱是因为不信任银行，要把现金留在身边。

## 荣誉

### 外国勋章奖章
- 旭日大绶章（日本，2010年4月29日公布[5]）